# Calocoris
Calocoris is een geslacht van wantsen uit de familie blindwantsen. Het geslacht werd voor het eerst wetenschappelijk beschreven door Fieber in 1858 .

## Soorten
Het genus bevat de volgende soorten:

- Calocoris affinis (Herrich-Schaeffer, 1835)
- Calocoris alpestris (Meyer-Dur, 1843)
- Calocoris angustatus Lethierry, 1893
- Calocoris aragonus Distant, 1920
- Calocoris barberi Henry and Wheeler, 1988
- Calocoris braunsi Reuter, 1907
- Calocoris dohertyi Distant, 1904
- Calocoris fasciativentris St▒l, 1862
- Calocoris forsythi Distant, 1879
- Calocoris fulvomaculatus (De Geer, 1773)
- Calocoris javanus Poppius, 1914
- Calocoris montaguei Distant, 1920
- Calocoris nemoralis (Fabricius, 1787)
- Calocoris nigristigmaticus Distant, 1920
- Calocoris norvegicus (Gmelin, 1790)
- Calocoris porphyropterus Reuter, 1894
- Calocoris rama Distant, 1909
- Calocoris roseomaculatus (De Geer, 1773)
- Calocoris rubicundus Reuter, 1904
- Calocoris rubroannulatus Poppius, 1915
- Calocoris smaragdinus (Kerzhner, 1962)
- Calocoris stoliczkanus Distant, 1879
- Calocoris texanus Knight, 1942